# De Jokse
De Jokse was een klein waterschap in de gemeenten Idaarderadeel en Leeuwarderadeel in de Nederlandse provincie Friesland. Het werd opgericht om het overtollige water uit de polders weg te pompen. Bemalen werd het waterschapsgebied door een elektrisch gemaal. Dit gemaal verving een drietal windwatermolens en een windmotor.
Het gebied van het voormalige waterschap maakt sinds 2004 deel uit van het Wetterskip Fryslân.